# TVN Gra
TVN Gra – kanał telewizyjny Grupy TVN, który wystartował 3 października 2005 (ósme urodziny TVN), a zakończył emisję 31 maja 2008 (o godzinie 22:57). Szefem TVN Gra była Małgorzata Gratys. Od zakończenia emisji TVN Gra do sierpnia 2008 na falach tej stacji emitował program Mango 24.
W telewizji TVN Gra były emitowane przede wszystkim teleturnieje interaktywne. Koszt powstania stacji TVN Gra wyniósł ok. 5-6 milionów złotych a w założeniu inwestycja miała się zwrócić po około dwóch latach. Większość programów była nadawanych z krakowskich studiów TVN (należących niegdyś do Telewizji Wisła), natomiast programy emitowane na licencji Telemedia Interac TV były nadawane na żywo ze studiów w Budapeszcie. Współpraca z firmą Telemedia Interac TV została zakończona 1 stycznia 2008.
W lutym 2008 TVN złożyła wniosek do KRRiTV o cofnięciu koncesji na nadawanie tego kanału, obowiązującej do października 2015. Powodem zamknięcia stacji jest zbyt niska oglądalność i nieosiągnięta rentowność kanału. 27 lutego 2008 KRRiTV uchyliła koncesję. Zamknięcie stacji musiało nastąpić po uprawomocnieniu się decyzji o cofnięciu koncesji. W ofercie części operatorów (min. UPC) został zastąpiony przez TVN CNBC Biznes, a w TV Toya przez Anonse.tv.

## Programy
- Rozbij bank
- Kasa gra
- Wieczorne igraszki
- Graj o raj
- Garitto
- Foto gra
- Laski na czacie
- Wrzuć na luz
- Misja specjalna
- Strażnik kasy
- Gra wstępna
- Wyścig po kasę
- Kryminalne zagadki
- Seans filmowy
- Zabawa od kuchni
- Turbo granie
- SerwisMania
- Music chat
- Wieczór wróżb
- Laski na czacie
- Hej-nał show
- Fabryka gry
- Wykręć numer
- Diablo i Angelo
- Granie na ekranie